# Pseudopecoelus gibbonsiae
Pseudopecoelus gibbonsiae är en plattmaskart. Pseudopecoelus gibbonsiae ingår i släktet Pseudopecoelus och familjen Opecoelidae. Inga underarter finns listade i Catalogue of Life.